# Förstakammarvalet i Sverige 1905
Förstakammarvalet i Sverige 1905 var ett val i Sverige. Valet utfördes av landstingen och i de städer som inte hade något landsting utfördes valet av stadsfullmäktige. 1905 fanns det totalt 1 025 valmän, varav 972 deltog i valet.
I Södermanlands läns valkrets ägde valet rum den 6 mars. I Värmlands läns valkrets ägde valet rum den 20 mars. I en tredjedel av Göteborgs stads valkrets ägde valet rum den 2 juni. I Stockholms stads valkrets ägde valet rum den 22 juni. I Stockholms läns valkrets, Uppsala läns valkrets, Älvsborgs läns valkrets, Örebro läns valkrets och Gävleborgs läns valkrets ägde valet rum den 19 september. I Hallands läns valkrets, Västernorrlands läns valkrets och Västerbottens läns valkrets ägde valet rum den 20 september. I Kalmar läns norra valkrets ägde valet rum den 25 september. I Malmöhus läns valkrets ägde valet rum den 26 september. I Blekinge läns valkrets och Kopparbergs läns valkrets ägde valet rum den 27 september. I de övriga 2/3 av Göteborgs stads valkrets ägde valet rum den 28 september respektive den 28 december.

## Valresultat
| Parti  | Parti                     | Röster | Valda | Mandatfördelning  | Mandatfördelning | Mandatfördelning |
| Parti  | Parti                     | Röster | Valda | FK 1905 (Lagtima) | FK 1906          | +/-              |
| ------ | ------------------------- | ------ | ----- | ----------------- | ---------------- | ---------------- |
|        | Protektionistiska partiet | 553    | 13    | 98                | 101              | +3               |
|        | Moderata partiet          | 180    | 5     | 38                | 37               | -1               |
|        | Vänstervilde              | 56     | 1     | 0                 | 1                | +1               |
|        | Partilösa                 | 161    | 3     | 14                | 11               | -3               |
|        | Övriga                    | 260    | 0     | 0                 | 0                | +-0              |
| Totalt | Totalt                    | 1 210  | 22    | 150               | 150              | +-0              |

Det protektionistiska partiet behöll alltså egen majoritet.

## Invalda riksdagsmän
Stockholms stads valkrets:
- Sixten von Friesen, vänstervilde

Stockholms läns valkrets:
- John Bernström
- Gustaf Fredrik Östberg, prot

Uppsala läns valkrets:
- Otto Strömberg, prot

Södermanlands läns valkrets:
- Edvard Bohnstedt, prot

Kalmar läns norra valkrets:
- Knut Tillberg, prot

Blekinge läns valkrets:
- Hugo Hansson Wachtmeister, mod

Malmöhus läns valkrets:
- Hjalmar Lindgren

Hallands läns valkrets:
- Carl Björck, prot

Göteborgs stads valkrets:
- Erik Wijk, mod
- Sigfrid Wieselgren, mod
- Gustaf Boman, mod

Älvsborgs läns valkrets:
- Pehr Lithander, prot
- Volrath Berg, prot

Värmlands läns valkrets:
- Albert Bergström, prot

Örebro läns valkrets:
- Knut Bohnstedt, prot
- Per Carlberg, prot

Kopparbergs läns valkrets:
- Oskar Herdin, prot

Gävleborgs läns valkrets:
- Victor Folin, prot

Västernorrlands läns valkrets:
- Gustaf Rudebeck, prot
- Hugo Fahlén

Västerbottens läns valkrets:
- Jakob Berlin, mod

## Fotnoter
1. ↑  Siffrorna avser de sammanlagda röstetalen för de riksdagsledamöter som tillhörde respektive parti och valdes under detta år. Rösterna på kandidater som tillhörde partierna men inte vann ett riksdagsmandat har alltså sorterats in under "övriga". Röstetalen på valkretsnivå är hämtade från SCB och riksdagsledamöternas partitillhörigheter är baserade på uppgifter från bokserien Tvåkammarriksdagen 1867–1970.